# Anaspis luridipennis
Anaspis luridipennis is een keversoort uit de familie bloemspartelkevers (Scraptiidae). De wetenschappelijke naam van de soort is voor het eerst geldig gepubliceerd in 1962 door Ermisch.